# 12994 Pitufo
12994 Pitufo este o planetă minoră (asteroid) din centura de asteroizi. A fost descoperită pe 2 martie 1981 la Observatorul Siding Spring de Schelte J. Bus și a fost numită după smurf⁠(d). 
Obiectul prezintă o orbită caracterizată de o semiaxă mare de 2,9449913 UAi, o excentricitate de 0,03, o înclinație de 2,21842 ° în raport cu ecliptica.